# 常営駅
常営駅（じょうえいえき）は中華人民共和国北京市朝陽区に位置する北京地下鉄6号線の駅である。2012年12月30日に開業した。

## 歴史
- 2012年12月30日 - 開業。

## 駅構造

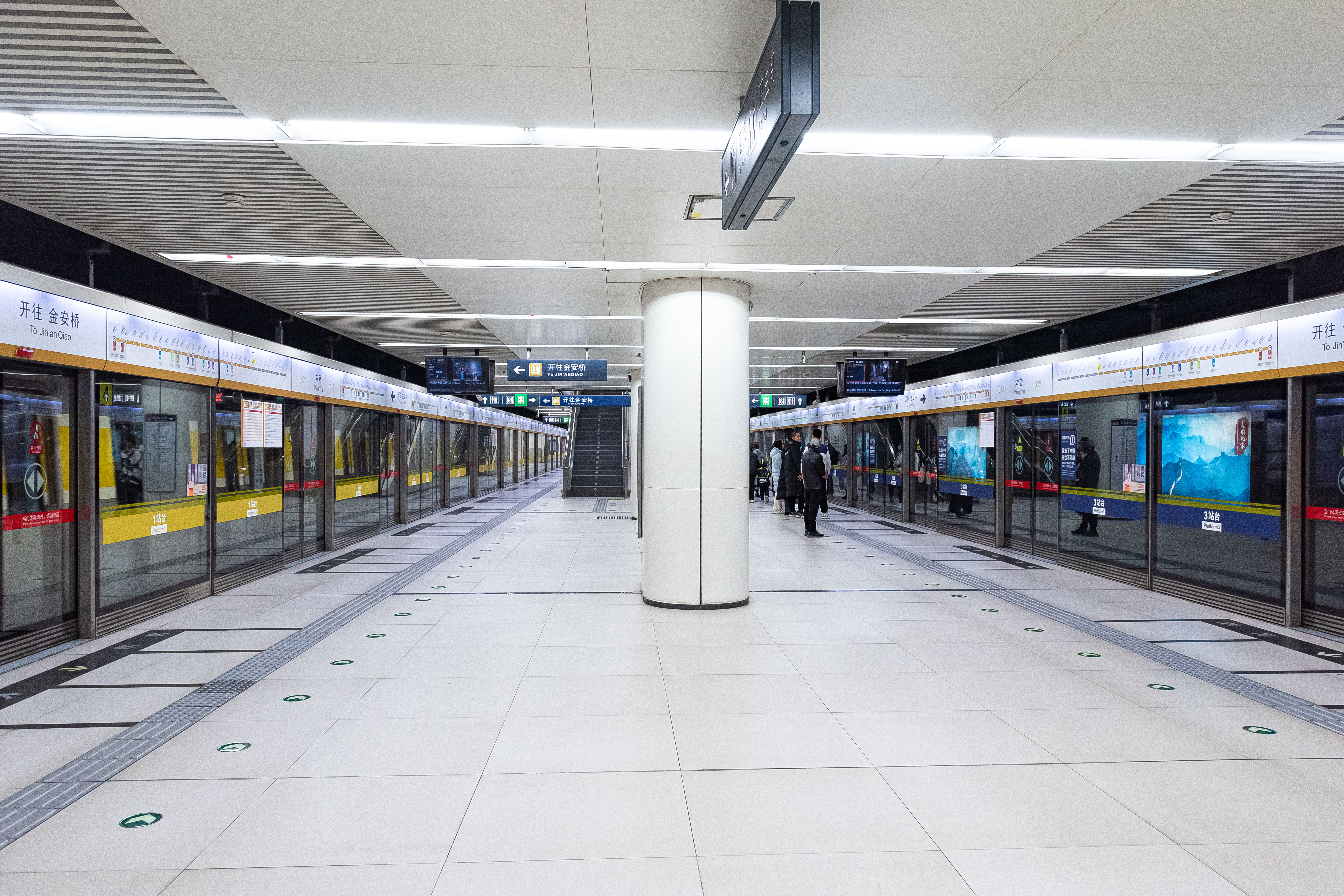
ホーム

島式ホーム2面4線の地下駅。停車列車は基本的に内側2線を使用し、外側2線は当駅を通過する快速列車が使用する。

## 駅周辺
- 北京華聯常営購物中心
- 常営福第V中心
- 常営福第広場
- 家家悦（中国語版）スーパー
- 首都医科大学附属北京朝陽医院（中国語版）

## 隣の駅
北京地下鉄
■6号線
黄渠駅 - 常営駅 - 草房駅